# Frances Sternhagen
Frances Sternhagen est une actrice américaine, née le 13 janvier 1930 à Washington dans le district de Columbia aux États-Unis et morte le 27 novembre 2023 à New Rochelle dans l'État de New York. Elle a joué dans le film Misery, et dans la série Urgences.

## Biographie

### Carrière d’actrice
Aux côtés de James Caan, Frances Sternhagen incarne Virginia McCain, la femme du shérif, dans le film Misery de Rob Reiner (1990), d’après le roman éponyme de Stephen King. 
Elle est également connue pour le rôle de Millicent Carter, la grand-mère de John Carter dans la série Urgences, entre 1997 et 2002. 
De 2000 à 2002, elle joue dans la série télévisée Sex and the City,  le rôle de Bunny McDougal.
Entre 2006 et 2012, elle est Willie Rae Johnson, la mère de Brenda Leigh Johnson dans la série The Closer : L.A. enquêtes prioritaires.

### Vie privée et mort
Frances Sternhagen meurt le 27 novembre 2023 à l'âge de 93 ans.

## Filmographie

### Au cinéma
- 1967 : Escalier interdit (Up the Down Staircase) de Robert Mulligan : Charlotte Wolf
- 1967 : Le Minus se rebiffe (The Tiger Makes Out) de Arthur Hiller : une passagère dans le bus
- 1971 : L'Hôpital (The Hospital) de Arthur Hiller : Mrs Sally Cushing
- 1973 : Brève Rencontre à Paris (Two People) de Robert Wise : Mrs McCluskey
- 1978 : Fedora de Billy Wilder : Miss Balfour
- 1979 : Merci d'avoir été ma femme (Starting Over) de Alan J. Pakula : Marva Potter
- 1981 : Outland… loin de la terre (Outland) de Peter Hyams : Lazarus
- 1983 : La Fille sur la banquette arrière (Romantic Comedy) : Blanche Dailey
- 1983 : Independence Day de Robert Mandel : Carla Taylor
- 1988 : Les Feux de la nuit (Bright Lights, Big City) de James Bridges : Clara
- 1989 : À demain, mon amour (See You in the Morning) de Alan J. Pakula : Neenie
- 1989 : Communion de Philippe Mora : Dr Janet Duffy
- 1990 : L'Amour dans de beaux draps (Sibling Rivalry) de Carl Reiner : Rose Turner
- 1990 : Misery de Rob Reiner : Virginia McCain
- 1991 : Doc Hollywood de Michael Caton-Jones  : Lillian
- 1992 : L'Esprit de Caïn (Raising Cain) de Brian De Palma : Dr Lynn Waldheim
- 1999 : Curtain Call de Peter Yates : Amy
- 2000 : Midnight Gospel : Ruth
- 2001 : Landfall : Emily Thornton
- 2001 : The Rising Place (en) : Ruth Wilder
- 2002 : Highway de James Cox : Mrs Murray
- 2007 : The Mist de Frank Darabont : Irene
- 2009 : Julie et Julia (Julie and Julia) de Nora Ephron : Irma Rombauer
- 2011 : L'Incroyable Histoire de Winter le dauphin (Dolphin Tale) de Charles Martin Smith : Gloria Forrest

### À la télévision
- 1959 : Thieves' Carnival : Eva
- 1967 : Love of Life (en) (série) : Toni Prentiss Davis
- 1971 : Another World (série) : Jane Overstreet
- 1973 : The Secret Storm (en) (série) : Jessie Reddin
- 1974 : The Rimers of Eldritch (en) : Wilma Atkins
- 1978 : Who'll Save Our Children? : Nellie Henderson
- 1980 : Mother and Daughter: The Loving War (en) : Mrs Lloyd
- 1980 : The Man That Corrupted Hadleyburg : Mary Richards
- 1983 : Prototype Humain (en) (Prototype) : Dorothy Forrester
- 1984 : The Dining Room (en) : Agent / Mother / Carolyn / Sandra / Dora / Margery / Beth / Kate / Claire / Ruth
- 1985 : Spencer (série) : Millie Sprague
- 1986 : Resting Place (téléfilm) : Mrs Eudora McAlister
- 1987 : At Mother's Request (en) : Berenice Bradshaw
- 1987 : Once Again de Amin Q. Chaudhri
- 1990 : Follow Your Heart : Cloe Sixbury
- 1991 : Contretemps (Golden Years) : Gina Williams
- 1992 : She Woke Up : Noelle
- 1993 : Preuve d'amour (sv) (Labor of Love: The Arlette Schweitzer Story) : Mary Rafferty
- 1994 : Vault of Horror I
- 1994 : The Road Home (série) : Charlotte Babineaux
- 1994 : Le Baiser du papillon (it) (Reunion) : Tobie Yates
- 1997-2002 : Urgences : Milicent Carter
- 1995 : Au-delà du réel : L'aventure continue (The Outer Limits) (série) : Jean Anderson
- 1998 : Belle arnaqueuse (en) (The Con) : Hadabelle
- 1998 : La Sauvageonne (To Live Again) : Constance Holmes
- 2000-2002 : Sex and the City - 10 épisodes (série) : Bunny Mc Dougal
- 2002 : Le Projet Laramie (The Laramie Project) (téléfilm) : Marge Murray
- 2006-2012 : The Closer : L.A. enquêtes prioritaires - 16 épisodes : Willie Rae Johnson

## Distinction
- Clarence Derwent Award de la meilleure comédienne en 1956 pour The Admiral.